# Burenstraat
De Burenstraat is een straat in Paramaribo tussen de Zwartenhovenbrugstraat en de Frederik Derbystraat.

## Bouwwerken
De straat begint bij de Zwartenhovenbrugstraat en heeft onderweg naar de Frederik Derbystraat afslagen naar links naar de A.L. Wijkstraat en Hofstraat
Aan de straat bevinden zich onder meer de Stadszending van de EBGS, de Katholieke Onderwijzers Bond (KOB), de Bond voor Belangenbehartiging Gepensioneerden uit Overheidsdienst (BBGO), Rosebel Goldmines Werknemers Organisatie, de FHR School of Business en Court Charity. Deze laatste is van de Ancient Order of Foresters die op initiatief van J.F. Waakhuizen sinds 1886 in Suriname actief is.

### Monumenten
De volgende panden in de Burenstraat staan op de monumentenlijst:
| Omschrijving                     | Bouwjaar | Adres             | Coördinaten                  | Objectnummer? | Afbeelding                    |
| -------------------------------- | -------- | ----------------- | ---------------------------- | ------------- | ----------------------------- |
| woonhuis                         |          | Burenstraat 17-19 | 5° 49' 38" NB, 55° 9' 48" WL | BPO 085       | Meer afbeeldingen Upload foto |
| woonhuis                         |          | Burenstraat 24    | 5° 49' 38" NB, 55° 9' 48" WL | BPO 086       | Meer afbeeldingen Upload foto |
| verenigingsgebouw: Court Charity |          | Burenstraat 26    | 5° 49' 38" NB, 55° 9' 47" WL | BPO 087       | Meer afbeeldingen Upload foto |
| woonhuis                         |          | Burenstraat 46    | 5° 49' 41" NB, 55° 9' 53" WL | BPO 106       | Meer afbeeldingen Upload foto |
| woonhuis                         |          | Burenstraat 48    | 5° 49' 41" NB, 55° 9' 54" WL | CPO 078       | Meer afbeeldingen Upload foto |

## Gedenkteken

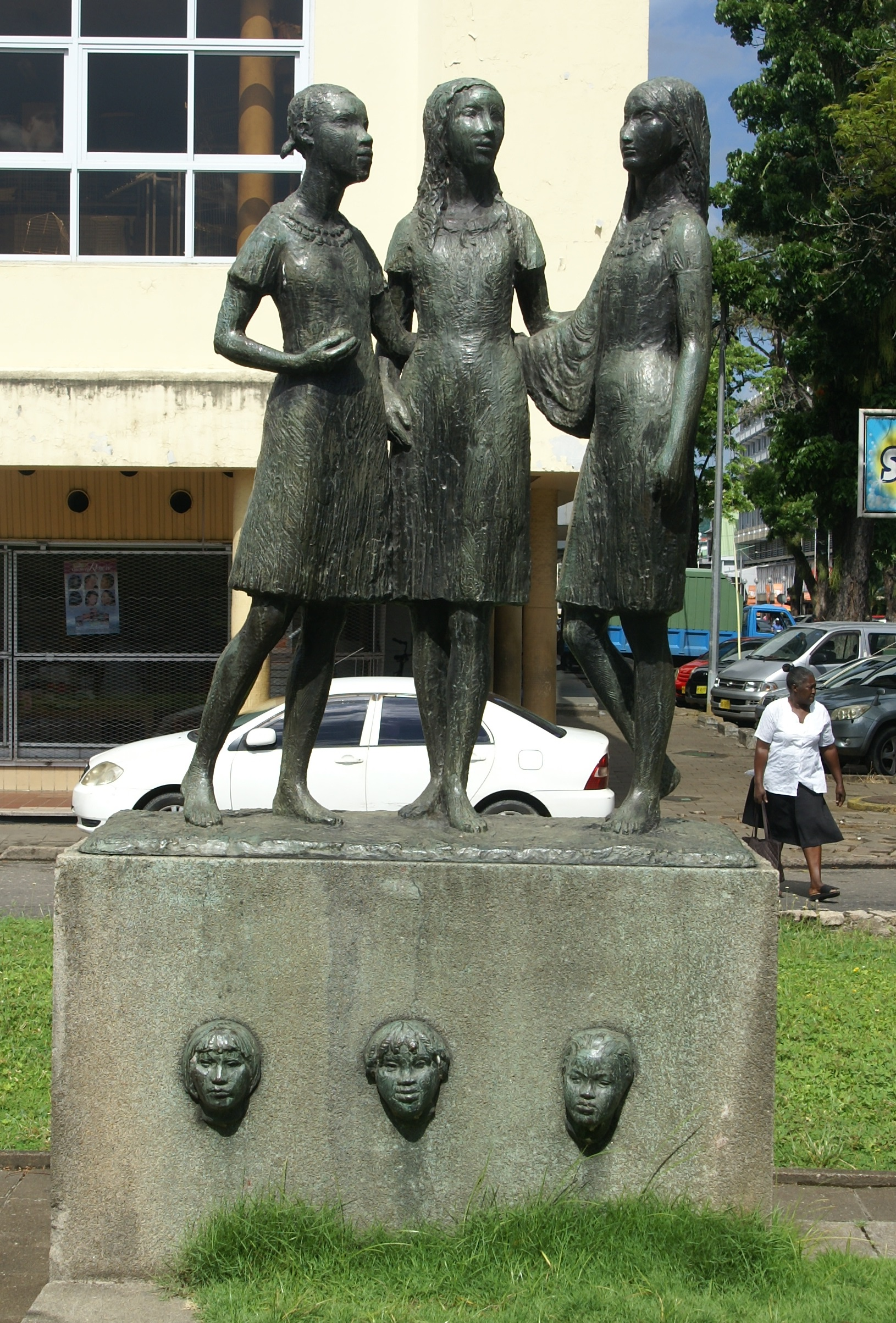
Dankbaarheidsmonument

Op het De Sivaplein, waar de Burenstraat, Zwartenhovenbrugstraat en de Domineestraat samenkomen, staat het volgende standbeeld:
| Onderwerp              | Type       | Kunstenaar      | Onthulling | Locatie      | Omschrijving              |
| ---------------------- | ---------- | --------------- | ---------- | ------------ | ------------------------- |
| Dankbaarheids-monument | standbeeld | Mari Andriessen | 1955       | De Sivaplein | steun Tweede Wereldoorlog |